# Siracusa Calcio 2018-2019
Questa voce raccoglie le informazioni riguardanti il Siracusa Calcio nelle competizioni ufficiali della stagione 2018-2019.

## Stagione
La stagione 2018-2019 è per il Siracusa Calcio la 50ª partecipazione alla terza serie del Campionato italiano di calcio. La squadra del neo tecnico Giuseppe Pagana affronta il ritiro estivo pre-stagionale a Troina, in Provincia di Enna, dal 16 luglio al 3 agosto.

## Divise e sponsor
Lo sponsor tecnico per la stagione 2018-2019 è Max, mentre lo sponsor ufficiale è Premier Win 365.
| Casa | Trasferta | Terza divisa |

## Organigramma societario
Area direttiva
- Presidente: Giovanni Alì
- Vice presidente: Costanza Castello
- Amministratore delegato: Nicola Santangelo
- Amministratore:
- Direttore generale: Antonello Laneri

Area organizzativa
- Segretario generale: Pino Fichera
- Segreteria sportiva: Giovanni Abela
- Team manager: Antonio Midolo

Area comunicazione
- Responsabile Dipartimento Comunicazione: Giselle Lobato
- Comunicazione e Stampa: Massimo Leotta
- Hospitality Manager: Graziano Strano
- Addetto agli Arbitri: Elio Gervasi
- S.L.O. Logistica Stadio: Luca Parisi

Area marketing
- Ufficio marketing: Angelo Morrone

Area tecnica
- Responsabile settore tecnico: Agatino Chiavaro
- Allenatore: Giuseppe Pagana, poi Ezio Raciti ad interim, da novembre Michele Pazienza, da dicembre Ezio Raciti
- Allenatore in seconda: Antonio La Porta
- Assistente tecnico: Claudio Berghini
- Preparatore atletico: Michele Levi Micheli
- Preparatore dei portieri: Francesco Spampinato
- Match abalyst: Vittorio Zullo

Area sanitaria
- Medici sociali: Mariano Caldarella
- Podologo: Gianluca Tota
- Fisioterapisti: Paolo Tummineri, Federico Guzzardi
- Magazziniere: Gioacchino Martines

## Rosa
Rosa aggiornata al 16 gennaio 2019.
| N. |                      | Ruolo | Calciatore              |
| -- | -------------------- | ----- | ----------------------- |
| 1  | Italia (bandiera)    | P     | Diamante Crispino       |
| 2  | Italia (bandiera)    | D     | Stefano Boncaldo        |
| 3  | Italia (bandiera)    | D     | Giovanni Fricano        |
| 4  | Italia (bandiera)    | D     | Agatino Parisi          |
| 5  | Argentina (bandiera) | D     | Mariano Del Col         |
| 6  | Italia (bandiera)    | D     | Marco Turati (capitano) |
| 7  | Argentina (bandiera) | C     | Facundo Ott Vale        |
| 8  | Italia (bandiera)    | C     | Marco Palermo           |
| 9  | Argentina (bandiera) | A     | Federico Vázquez        |
| 10 | Italia (bandiera)    | A     | Emanuele Catania        |
| 11 | Italia (bandiera)    | A     | Nicola Talamo           |
| 12 | Italia (bandiera)    | P     | Riccardo D'Alessandro   |
| 13 | Italia (bandiera)    | D     | Manuel Daffara          |
| 14 | Italia (bandiera)    | D     | Giulio Mattei           |

| N. |                      | Ruolo | Calciatore           |
| -- | -------------------- | ----- | -------------------- |
| 15 | Italia (bandiera)    | D     | Pasquale Di Sabatino |
| 16 | Italia (bandiera)    | A     | Luca Cognini         |
| 17 | Italia (bandiera)    | D     | Francesco Bertolo    |
| 18 | Italia (bandiera)    | D     | Giacomo Fricano      |
| 19 | Italia (bandiera)    | A     | Filippo Tiscione     |
| 20 | Italia (bandiera)    | C     | Vincenzo Mustacciolo |
| 21 | Argentina (bandiera) | C     | Rodrigo Tuninetti    |
| 22 | Italia (bandiera)    | P     | Loris Genovese       |
| 23 | Argentina (bandiera) | A     | Nicolas Cesar Rizzo  |
| 24 | Italia (bandiera)    | A     | Giuseppe Fruci       |
| 25 | Italia (bandiera)    | D     | Luca Bruno           |
| 26 | Italia (bandiera)    | C     | Simone Russini       |
| 29 | Italia (bandiera)    | D     | Emanuele Lombardo    |
|    | Italia (bandiera)    | C     | Marco Privitera      |

## Calciomercato

### Sessione estiva(dal 1/7 al 31/8)
| Acquisti | Acquisti                      | Acquisti        | Acquisti                 |
| R.       | Nome                          | da              | Modalità                 |
| -------- | ----------------------------- | --------------- | ------------------------ |
| D        | Stefano Boncaldo              | Palazzolo       | fine prestito            |
| P        | Giuseppe Messina              | Troina          | definitivo               |
| D        | Mariano Del Col               | Troina          | definitivo               |
| D        | Giulio Mattei                 | Troina          | definitivo (giugno 2021) |
| D        | Giulio Orlando                | Troina          | definitivo               |
| D        | Giacomo Fricano               | Troina          | definitivo               |
| D        | Giovanni Fricano              | Troina          | definitivo               |
| C        | Marcelo Alves Nahuel Da Silva | Troina          | definitivo               |
| C        | Vincenzo Mustacciolo          | Parma           | prestito                 |
| C        | Facundo Gustavo Ott Vale      | Troina          | definitivo               |
| A        | Nicolas Cesar Rizzo           | Guillermo Brown | definitivo               |
| C        | Rodrigo Martin Tuninetti      | Troina          | definitivo               |
| A        | Federico Vázquez              | Troina          | definitivo               |
| A        | Modou Diop                    | Troina          | definitivo               |
| P        | Maurice Gomis                 | SPAL            | prestito                 |
| D        | Francesco Bertolo             | Potenza         | definitivo               |
| D        | Pasquale Di Sabatino          | Matera          | definitivo               |
| A        | Francesco Celeste             | Potros UAEM     | definitivo               |
| D        | Luca Bruno                    | Pro Vercelli    | definitivo               |
| C        | Simone Russini                | Alessandria     | definitivo               |
| D        | Michele Franco                | Livorno         | definitivo               |
| A        | Filippo Tiscione              | Latina          | definitivo               |
| P        | Riccardo D'Alessandro         | svincolato      | definitivo               |
| A        | Nicola Talamo                 | Alessandria     | definitivo               |
| P        | Diamante Crispino             | Bisceglie       | definitivo               |
| D        | Agatino Parisi                | Livorno         | prestito                 |
| D        | Emanuele Lombardo             | Arzachena       | definitivo               |
| A        | Luca Cognini                  | Fermana         | definitivo               |
| C        | Marco Privitera               | Sion            | definitivo               |

| Cessioni | Cessioni                      | Cessioni     | Cessioni                |
| R.       | Nome                          | a            | Modalità                |
| -------- | ----------------------------- | ------------ | ----------------------- |
| D        | Agatino Parisi                | Livorno      | definitivo              |
| A        | Simone Mazzocchi              | Atalanta     | fine prestito           |
| A        | Mattia Vicaroni               | Perugia      | fine prestito           |
| C        | Paolo Grillo                  | Palermo      | fine prestito           |
| D        | Andrea Punzi                  | Palermo      | fine prestito           |
| C        | Marco Toscano                 | Palermo      | fine prestito           |
| A        | Filippo Maria Scardina        | Pro Vercelli | fine prestito           |
| D        | Mattia Altobelli              | Teramo       | fine prestito           |
| C        | Elio De Silvestro             | Gubbio       | fine prestito           |
| D        | Daniele Liotti                | Pisa         | definitivo              |
| C        | Fernando Spinelli             | Palazzolo    | definitivo              |
| C        | Carmine Giordano              | Palazzolo    | definitivo              |
| D        | Giulio Orlando                |              | rescissione consensuale |
| A        | Francesco Celeste             |              | rescissione consensuale |
| A        | Modou Diop                    | Arzachena    | definitivo              |
| D        | Michele Franco                | Trapani      | definitivo              |
| C        | Marcelo Alves Nahuel Da Silva |              | rescissione consensuale |
| P        | Giuseppe Messina              |              | rescissione consensuale |

### Sessione invernale
| Acquisti | Acquisti | Acquisti | Acquisti |
| R.       | Nome     | da       | Modalità |
| -------- | -------- | -------- | -------- |

| Cessioni | Cessioni | Cessioni | Cessioni |
| R.       | Nome     | a        | Modalità |
| -------- | -------- | -------- | -------- |

## Risultati

### Serie C

#### Girone di andata
| Arbitro: | Davide Moriconi (Roma) |

|  |           |                                      |
|  | Marcatori | 14’ Paponi 25’ Canotto 91’ El Ouazni |

| Arbitro: | Francesco Meraviglia (Pistoia) |

|                           |           |             |
| Marotta 46’ Biagianti 88’ | Marcatori | 70’ Catania |

| Arbitro: | Nicola Donda (Cormons) |

|                                     |           |                 |
| Catania 11’ Vázquez 73’, 79’ (rig.) | Marcatori | 91’ Della Morte |

| Arbitro: | Andrea Colombo (Como) |

|                          |           |             |
| Taugordeau 28’ Ramos 66’ | Marcatori | 72’ Catania |

| Arbitro: | Bitonti |

|              |           |  |
| Tiscione 34’ | Marcatori |  |

| Arbitro: | Davide Miele (Torino) |

|               |           |  |
| Franchini 62’ | Marcatori |  |

| Arbitro: | Giuseppe Repace (Perugia) |

|              |           |                           |
| Ott Vale 45’ | Marcatori | 22’ Rossini 72’ Viteritti |

| Arbitro: | Andrea Zingarelli (Siena) |

|  |           |            |
|  | Marcatori | 20’ Genchi |

| Arbitro: | Luigi Carella (Bari) |

|             |           |                               |
| Vasiliou 1’ | Marcatori | 77’ Turati 90’ (rig.) Vázquez |

| Arbitro: | Mario Davide Arace (Lugo di Romagna) |

|                                                       |           |             |
| Bruno 26’ (aut.) Silvestri 48’ (aut.) Di Sabatino 68’ | Marcatori | 32’ Rosafio |

| Arbitro: | Matteo Gariglio (Pinerolo) |

|                         |           |  |
| Sarao 32’ Partipilo 92’ | Marcatori |  |

| Arbitro: | Perenzoni (Rovereto) |

|             |           |  |
| Catania 84’ | Marcatori |  |

| Arbitro: | Federico Fontani (Siena) |

|                           |           |             |
| Ricci 52’ Scaringella 69’ | Marcatori | 68’ Catania |

| Siracusa 2 dicembre 2018, ore 20:30 CET 14ª giornata | Siracusa                        | 0 – 0 referto | Sicula Leonzio | Stadio Nicola De Simone (1.807 spett.)\| Arbitro: \| Gino Garofalo (Torre del Greco) \| |
| Arbitro:                                             | Gino Garofalo (Torre del Greco) |               |                |                                                                                         |

| Arbitro: | Mario Cascone (Nocera Inferiore) |

|               |           |               |
| Silvestri 85’ | Marcatori | 26’ Tuninetti |

| Siracusa 12 dicembre 2018, ore 14:30 CET 16ª giornata | Siracusa              | 0 – 0 referto | Casertana | Stadio Nicola De Simone (1.171 spett.)\| Arbitro: \| Luca Zufferli (Udine) \| |
| Arbitro:                                              | Luca Zufferli (Udine) |               |           |                                                                               |

| 16 dicembre 2018 17ª giornata riposo |  | – |  |  |

| Arbitro: | Valerio Maranesi (Ciampino) |

|                                   |           |              |
| Giannone 18’ Fischnaller 40’, 52’ | Marcatori | 59’ Tiscione |

| Arbitro: | Nicola Donda (Cormons) |

|              |           |               |
| Ott Vale 86’ | Marcatori | 44’ Mendicino |

#### Girone di ritorno
| Arbitro: | Federico Longo (Paola) |

|             |           |  |
| Carlini 20’ | Marcatori |  |

| Arbitro: | Giovanni Ayroldi (Molfetta) |

|                      |           |          |
| Catania 1’ Rizzo 45’ | Marcatori | 86’ Lodi |

| Arbitro: | Giuseppe Repace (Perugia) |

|           |           |              |
| Piana 21’ | Marcatori | 13’ Tiscione |

| Arbitro: | Alessandro Meleleo (Casarano) |

|             |           |                       |
| Catania 40’ | Marcatori | 6’ Nzola 56’ Ferretti |

| Arbitro: | Guida (Salerno) |

|                        |           |  |
| Tsonev 40’ Luppi 90+1’ | Marcatori |  |

| Arbitro: | Parterna |

|  |           |                           |
|  | Marcatori | 60’ Strambelli 66’ Baclet |

| Arbitro: | Acanfora |

|  |           |            |
|  | Marcatori | 65’ Souare |

| Arbitro: | Panettella |

|                       |           |  |
| Ricci 35’ Emerson 70’ | Marcatori |  |

| Arbitro: | Lorenzin (Castelfranco V.) |

|             |           |  |
| Catania 11’ | Marcatori |  |

| Arbitro: | Curti |

|                |           |  |
| Fella 63’, 74’ | Marcatori |  |

| Arbitro: | Maggio |

|  |           |              |
|  | Marcatori | 23’ Nunzella |

| Bisceglie 17 marzo 2019, ore 14:30 CEST 31ª giornaa | Bisceglie                  | 0 – 0 referto | Siracusa | Stadio Gustavo Ventura (284 spett.)\| Arbitro: \| Garofalo (Torre del Greco) \| |
| Arbitro:                                            | Garofalo (Torre del Greco) |               |          |                                                                                 |

| Siracusa 24 marzo 2019, ore CEST 32ª giornata | Siracusa | 3 – 0 (a tavolino) | Matera | Stadio Nicola De Simone |

| Lentini 31 marzo 2019, ore 18:30 CEST 33ª giornata             | Sicula Leonzio | 1 – 2 referto   | Siracusa | Sicula Trasporti Stadium (1.283 spett.) |
| \| \| \| \| \| Miracoli 75’ \| Marcatori \| 7’, 52’ Vazquez \| |                |                 |          |                                         |
|                                                                |                |                 |          |                                         |
| Miracoli 75’                                                   | Marcatori      | 7’, 52’ Vazquez |          |                                         |

| Arbitro: | Pashuku |

|                                     |           |  |
| Bertolo 71’ Vazquez 80’ Catania 90’ | Marcatori |  |

| Arbitro: | Gualtieri |

|                          |           |             |
| Castaldo 58’ (rig.), 76’ | Marcatori | 11’ Vazquez |

| 20 aprile 2019, ore CEST 36ª giornata riposo |  | – |  |  |

| Arbitro: | Acanfora |

|                      |           |  |
| Vazquez 45+2’ (rig.) | Marcatori |  |

| Arbitro: | Curti |

|                                           |           |             |
| Paolucci 2’, 18’ Mangni 4’ Donnarumma 40’ | Marcatori | 75’ Catania |

### Coppa Italia Serie C

#### Fase a gironi
| Arbitro: | Claudio Panettella (Bari) |

|               |           |              |
| Bubas 88’ (R) | Marcatori | 1’, 62’ Diop |

| Arbitro: | Francesco Carrione (Castellammare di Stabia) |

|                         |           |                                     |
| Diop 52’ Rizzo 69’, 82’ | Marcatori | 19’ Tulissi 89’ Maritato 91’ Ungaro |

#### Fase a eliminazione diretta
| Arbitro: | Fabio Pirrotta (Barcellona Pozzo di Gotto) |

|            |           |  |
| Vázquez 8’ | Marcatori |  |

| Arbitro: | Michele Di Cairano (Ariano Irpino) |

|                                   |           |          |
| Dambros 13’ Mulè 16’ D’Angelo 63’ | Marcatori | 18’ Diop |

## Statistiche

### Statistiche di squadra
| Competizione         | P      | In casa | In casa | In casa | In casa | In casa | In casa | In trasferta | In trasferta | In trasferta | In trasferta | In trasferta | In trasferta | Totale | Totale | Totale | Totale | Totale | Totale | DR  |
| Competizione         | P      | G       | V       | N       | P       | Gf      | Gs      | G            | V            | N            | P            | Gf           | Gs           | G      | V      | N      | P      | Gf     | Gs     | DR  |
| -------------------- | ------ | ------- | ------- | ------- | ------- | ------- | ------- | ------------ | ------------ | ------------ | ------------ | ------------ | ------------ | ------ | ------ | ------ | ------ | ------ | ------ | --- |
| Serie C              | 39(-3) | 18      | 9       | 3       | 6       | 21      | 15      | 18           | 3            | 3            | 12           | 13           | 29           | 36     | 12     | 6      | 18     | 34     | 44     | -10 |
| Coppa Italia Serie C | 4      | 2       | 1       | 1       |         | 3       | 3       | 2            | 1            |              | 1            | 2            | 5            | 4      | 2      | 1      | 1      | 4      | 5      | -1  |
| Totale               | 43     | 20      | 10      | 4       | 6       | 24      | 18      | 20           | 4            | 3            | 13           | 15           | 34           | 40     | 14     | 7      | 19     | 38     | 49     | -11 |

### Statistiche dei giocatori
Sono in corsivo i calciatori che hanno lasciato la società a stagione in corso.
| Giocatore       | Serie C + Play-off | Serie C + Play-off | Serie C + Play-off | Serie C + Play-off | Coppa Italia | Coppa Italia | Coppa Italia | Coppa Italia | Coppa Italia Serie C | Coppa Italia Serie C | Coppa Italia Serie C | Coppa Italia Serie C | Totale   | Totale | Totale      | Totale     |
| Giocatore       | Presenze           | Reti               | Ammonizioni        | Espulsioni         | Presenze     | Reti         | Ammonizioni  | Espulsioni   | Presenze             | Reti                 | Ammonizioni          | Espulsioni           | Presenze | Reti   | Ammonizioni | Espulsioni |
| --------------- | ------------------ | ------------------ | ------------------ | ------------------ | ------------ | ------------ | ------------ | ------------ | -------------------- | -------------------- | -------------------- | -------------------- | -------- | ------ | ----------- | ---------- |
| M. Gomis        | 7                  | -                  | -                  | -                  | -            | -            | -            | -            | 3                    | -                    | -                    | -                    | 10       | -      | -           | -          |
| G. Messina      | 11                 | -                  | -                  | -                  | -            | -            | -            | -            | 1                    | -                    | -                    | -                    | 12       | -      | -           | -          |
| R. D'Alessandro | -                  | -                  | -                  | -                  | -            | -            | -            | -            | -                    | -                    | -                    | -                    | -        | -      | -           | -          |
| D. Crispino     | 3                  | -                  | -                  | -                  | -            | -            | -            | -            | -                    | -                    | -                    | -                    | 3        | -      | -           | -          |
| M. Daffara      | 18                 | -                  | 4                  | -                  | -            | -            | -            | -            | 3                    | -                    | -                    | -                    | 21       | -      | 4           | -          |
| S. Boncaldo     | 2                  | -                  | -                  | -                  | -            | -            | -            | -            | 3                    | -                    | -                    | -                    | 5        | -      | -           | -          |
| P. Di Sabatino  | 18                 | 1                  | 1                  | 1                  | -            | -            | -            | -            | 4                    | -                    | 1                    | -                    | 22       | 1      | 2           | 1          |
| M. Del Col      | 17                 | -                  | 4                  | -                  | -            | -            | -            | -            | 4                    | -                    | 1                    | -                    | 21       | -      | 5           | -          |
| M. Turati       | 20                 | 1                  | 2                  | -                  | -            | -            | -            | -            | 2                    | -                    | -                    | -                    | 22       | 1      | 2           | -          |
| Gia. Fricano    | 7                  | -                  | 1                  | -                  | -            | -            | -            | -            | 4                    | -                    | -                    | -                    | 11       | -      | 1           | -          |
| Gio. Fricano    | 16                 | -                  | 2                  | -                  | -            | -            | -            | -            | 3                    | -                    | 2                    | -                    | 19       | -      | 4           | -          |
| F. Bertolo      | 15                 | -                  | -                  | -                  | -            | -            | -            | -            | 3                    | -                    | 1                    | -                    | 18       | -      | 1           | -          |
| G. Mattei       | -                  | -                  | -                  | -                  | -            | -            | -            | -            | 1                    | -                    | -                    | -                    | 1        | -      | -           | -          |
| F. Celeste      | 8                  | -                  | -                  | -                  | -            | -            | -            | -            | 1                    | -                    | -                    | -                    | 9        | -      | -           | -          |
| N.C. Rizzo      | 17                 | 1                  | 5                  | 1                  | -            | -            | -            | -            | 3                    | 2                    | -                    | -                    | 20       | 3      | 5           | 1          |
| M. Palermo      | 18                 | -                  | 2                  | 1                  | -            | -            | -            | -            | 2                    | -                    | -                    | -                    | 20       | -      | 2           | 1          |
| G. Orlando      | 7                  | -                  | -                  | -                  | -            | -            | -            | -            | 3                    | -                    | 1                    | -                    | 10       | -      | 1           | -          |
| M. Da Silva     | 1                  | -                  | -                  | -                  | 1            | -            | -            | -            | 1                    | -                    | 1                    | -                    | 3        | -      | 1           | -          |
| E. Catania      | 20                 | 7                  | -                  | 1                  | -            | -            | -            | -            | 3                    | -                    | 1                    | -                    | 23       | 7      | 1           | 1          |
| V. Mustacciolo  | 14                 | -                  | -                  | -                  | -            | -            | -            | -            | 3                    | -                    | -                    | -                    | 17       | -      | -           | -          |
| F.G. Ott Vale   | 11                 | 2                  | 3                  | -                  | -            | -            | -            | -            | 1                    | -                    | -                    | -                    | 12       | 2      | 3           | -          |
| R.M. Tuninetti  | 14                 | 1                  | 3                  | -                  | 1            | -            | -            | -            | 2                    | -                    | 1                    | -                    | 17       | 1      | 4           | -          |
| L. Bruno        | 10                 | -                  | -                  | -                  | -            | -            | -            | -            | -                    | -                    | -                    | -                    | 10       | -      | -           | -          |
| S. Russini      | 8                  | -                  | -                  | -                  | -            | -            | -            | -            | -                    | -                    | -                    | -                    | 8        | -      | -           | -          |
| M. Diop         | 10                 | -                  | 1                  | -                  | -            | -            | -            | -            | 4                    | 4                    | -                    | -                    | 14       | 4      | 1           | -          |
| F. Vázquez      | 16                 | 3                  | 1                  | 1                  | -            | -            | -            | -            | 3                    | 1                    | 2                    | -                    | 19       | 4      | 3           | 1          |
| M. Franco       | 5                  | -                  | 1                  | -                  | -            | -            | -            | -            | -                    | -                    | -                    | -                    | 5        | -      | 1           | -          |
| F. Tiscione     | 6                  | 2                  | 2                  | -                  | -            | -            | -            | -            | -                    | -                    | -                    | -                    | 6        | 2      | 2           | -          |
| N. Talamo       | 1                  | -                  | -                  | -                  | -            | -            | -            | -            | -                    | -                    | -                    | -                    | 1        | -      | -           | -          |
| A. Parisi       | 3                  | -                  | -                  | -                  | -            | -            | -            | -            | -                    | -                    | -                    | -                    | 3        | -      | -           | -          |
| L. Cognini      | 3                  | -                  | -                  | -                  | -            | -            | -            | -            | -                    | -                    | -                    | -                    | 3        | -      | -           | -          |
| M. Privitera    | -                  | -                  | -                  | -                  | -            | -            | -            | -            | -                    | -                    | -                    | -                    | -        | -      | -           | -          |